# Société historique de Haute-Picardie
La Société historique de Haute-Picardie est une société savante fondée à Laon (Aisne), le 25 juin 1914.

## Historique
En 1761, est fondé à Laon un bureau de la Société d’agriculture de la généralité de Soissons, dont le secrétaire général est Étienne Gouge, naturaliste qui découvrit les « cendres noires ». De 1785 à 1790, Pierre Cotte, chanoine météorologue poursuit son œuvre. Pendant la Révolution française, l'activité de la société est mise en sommeil.
Le 11 octobre 1840, une nouvelle société savante est créée : le préfet Desmousseaux de Givré crée la Commission des antiquités départementales qui ne survit pas à son départ. En juillet 1843, la Société archéologique est créée, avec Maximilien Melleville comme trésorier ; elle disparait en 1845.
Le 30 décembre 1850, Melleville participe à création de la Société académique de Laon. Matton archiviste départemental, Édouard Fleury, rédacteur du Journal de l'Aisne et archéologue et quelques notables en sont à l'origine. Louis Vinchon, futur maire de Laon, en est le trésorier. La Société académique fonde le musée de la ville pour conserver les ruines romaines de Blanzy et Nizy-le-Comte. Elle publie des mémoires dans son Bulletin dont le premier numéro parait en 1853. 
Sous la présidence de Jean Duchange (25 octobre 1852 – 1861) et d’Édouard Fleury (5 novembre 1861 - 1864), la société connaît un certain dynamisme. Puis l'activité de la société s'essouffle, la publication du Bulletin est espacée dans le temps. Alors que la Société académique est en difficulté, une nouvelle société historique, la Société historique de Haute-Picardie, est fondée le 25 juin 1914 par le marquis de Nazelle, le comte de Hennezel et le comte Maxime de Sars, aristocrates et officiers dans l'armée. De Hennezel la préside jusqu'en 1944. En 1944, les Sociétés historique de Haute-Picardie et académique de Laon fusionnent pour donner naissance à la Société historique et académique de Haute-Picardie. Le comte Maxime de Sars en est président de 1945 à 1960. 

## Objectifs et activités de la société
La Société historique de Haute-Picardie a constitué un fonds d'ouvrages déposé aux archives départementales de l'Aisne.
Elle organise douze activités annuelles : conférences, colloques, visites, etc. Elle publie, depuis 1953, ses recherches dans les « Mémoires », annuels, de la Fédération des Sociétés d’histoire de l’Aisne à laquelle elle appartient.
Elle publie des ouvrages comme La forêt dans l'Aisne qui rassemble les communications d'un colloque organisé en 2005 par la Société historique de Haute-Picardie. 